# 塔爾甘河
塔爾漢河（烏克蘭語：Тарган），是烏克蘭北部的河流，屬於羅斯河的左支流。該河發源自博哈蒂爾卡，流經基輔州的白采爾克瓦區，河道全長38公里，流域面積247平方公里。